# 霍漢格山
47°39′48″N 13°46′41″E / 47.66333°N 13.77806°E

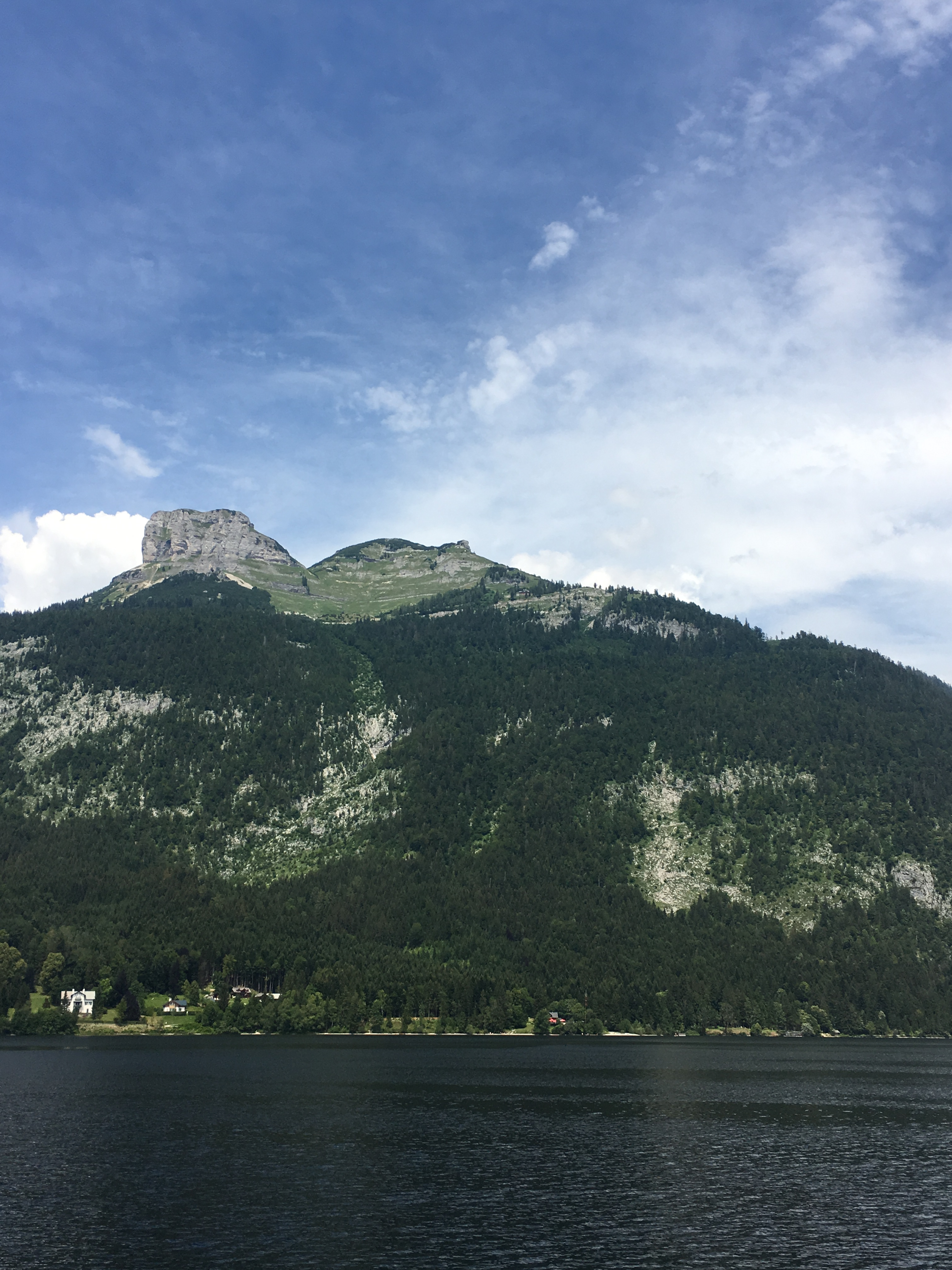

霍漢格山（德語：Hochanger），是奧地利的山峰，位於該國東南部，由施泰爾馬克州負責管轄，屬於托特斯山脈的一部分，距離格賴穆特山0.7公里，海拔高度1,838米。